# Quận Early, Georgia
Quận Early là một quận trong tiểu bang Georgia, Hoa Kỳ. Quận lỵ đóng ở thành phố Blakely 6. Theo điều tra dân số năm 2000 của Cục điều tra dân số Hoa Kỳ, quận có dân số 12.354 người 2. Năm 2007, ước tính dân số quận này là 11.836 người. 
Quận được lập ngày 15 tháng 12 năm 1818.

## Địa lý
Theo Cục điều tra dân số Hoa Kỳ, quận có tổng diện tích 516 dặm vuông (1.337 km ²), trong đó, 511 dặm vuông (1.324 km ²) là đất và 5 dặm vuông (13 km ²) của nó (0,98%) là mặt nước

### Các xa lộ chính
- U.S. Route 27
- U.S. Route 84
- State Route 1
- State Route 38
- State Route 39
- State Route 45
- State Route 62
- State Route 200
- State Route 216
- State Route 273
- State Route 370